# THE MILLENNIUM PARADE
『THE MILLENNIUM PARADE』（ザ ミレニアム パレード）は、常田大希のプロジェクト・millennium paradeの1stスタジオ・アルバム。2021年2月10日に、アリオラジャパンより発売された。

## 音楽性
本作は、「失われたものへの弔いと、新しい年を迎えた祝祭」の意味を込め、「手筒花火」をテーマにしたコンセプチュアルな作品となっている。ロック、ジャズ、ヒップホップ、エレクトロニックミュージック、クラシックなどの多彩な要素を取り込んだ音楽性も本作の特色である。アルバムには、5曲のインストゥルメンタルが収録されている。アルバムの前半は、常識にとらわれないアクロバティックな表現や、偏執的なトラックメイク、実力派プレイヤーの生演奏を織り交ぜたサウンドが特徴的な楽曲が多くを占めており、それは、フライング・ロータスの『You're Dead!』にも通じるサイケデリックなプレリュードを皮切りにアウトサイダー集団のパレードがSF世界と現実の間を縫うように進行していく「Fly with me」、複雑なビートで高揚させる「Bon Dance」、Friday Night Plansを迎えたクールなR&B「Trepanation」などさまざまである。中でも「ミレニアム＝千年後の未来」をテーマにした「2992」に関してロッキング・オンの小熊俊哉は、「レディオヘッド「The National Anthem」を彷彿させる獰猛なベースラインと、天を舞うようなオーケストラを融合させたこの曲は、野生とアカデミズムを巧みに使い分ける常田の真骨頂」と指摘している。後半は、millennium paradeの構想盤『http:// 』（2016年) と、King Gnuの初期楽曲にランダムアクセスするインタールード「TOKYO CHAOTIC!!!」を挟んで、Srv.Vinci時代の楽曲を再構築した「Philip」、井口理をボーカルに迎えた「Fireworks and Flying Sparks」の2曲を経て「FAMILIA」へと続く。「Fireworks and Flying Sparks」と「FAMILIA」では、ここまでの英語詞ではなく、常田自身が作詞した日本語のリリックによって、パーソナルで混沌とした歌が届けられる。ボン・イヴェール的とも言える美しく歪んだエレクトロニックバラードで光と闇、愛と孤独を歌いあげ、アルバムは厳かなムードとともに幕を閉じる。

## リリースとプロモーション
アルバムは、通常版、初回生産限定盤、完全生産限定盤の全3形態で発売された。完全生産限定盤と初回限定盤には、これまで発表されたミュージックビデオに加え、2019年12月に東京・新木場STUDIO COASTで行われた『millennium parade Live 2019 @新木場STUDIO COAST』から、「Fly with me」、「Plankton」、「lost and found」、またKing Gnuの『Slumberland』のmillennium paradeバージョンのパフォーマンスを収録したBlu-rayディスクが収録されている。さらに、完全生産限定盤は、12inchのスペシャルBOXに、初回限定盤、オリジナル小鬼フィギア3体、また『構想盤』としてDTMP時代にリリースされた楽曲を収録したカセットテープが収められている。
アルバム発売に先駆け、2020年12月23日には、東京・東京国際フォーラム ホールAにて「millennium parade 3D LIVE 2020」と題したライブを開催した。また、2021年の1月から7月にかけて全5回にわたって放送されたNHK総合の特番「2030 未来への分岐点」に、millennium paradeが主題歌「2992」と劇中音楽を提供しており、初回放送の前日1月8日には、NHK総合で常田に長期密着したドキュメンタリー番組「常田大希 破壊と構築」がオンエアされた。3月5日には、「常田大希 破壊と構築」の89分拡大版（タイトルは、「Tokyo Chaotic 音楽家 常田大希」）がNHK BSプレミアムで放送された。また、1月20日に発売された雑誌「SWITCH」2月号では、常田の48ページにわたる特集が掲載された。1月31日には常田が、フジテレビ系で放送された「ボクらの時代」に出演し、収録曲「FAMILIA」について語った。2月12日には女性ファッション誌「GINZA」の表紙に登場。millennium paradeが26ページにわたって紹介され、millennium paradeのサウンドを担う常田俊太郎、ermhoi、長塚健斗のインタビューや新井和輝、勢喜遊、江﨑文武、石若駿、MELRAWによる座談会が掲載された。

## チャート成績
本アルバムは、初動3日間で30,830枚、初週42,643枚を売り上げて、2021年2月22日付の週間アルバム・セールス・チャートBillboard JAPAN Top Albums Salesで初登場3位を獲得した。また本作は、ルックアップで9位を、ダウンロード数は4,487DLを売り上げて1位を記録し、総合チャートBillboard Japan Hot Albumsで初登場3位を記録した。同週のオリコン週間アルバムチャートでも、第3位で初登場を果たした。

### 認定とセールス
| 国/地域                                             | 認定   | 認定/売上数           |
| --------------------------------------------------- | ------ | --------------------- |
| 日本 (RIAJ)                                         | 未公表 | 56,366（フィジカルCD) |
| * 認定のみに基づく売上数 ^ 認定のみに基づく出荷枚数 |        |                       |

## 評価と批評
- ライターのデンシノオトは、ミュージック・マガジンのレビューにて「最新のクロスオーヴァー的R&Bといっても通用するクオリティの高さ」を称賛すると同時に「Jポップ的」な性格も指摘し、「椎名林檎以降のJポップを思わせるフラットな和洋折衷」と述べた[2]。
- 同じくミュージック・マガジンの宗像明将は、そのクオリティの高さを評価しつつ、その場合「いかに洋楽からの”借用”感を取り除く」ことができるかが課題になるとし、本作について「日本のロックが抱えてきた呪縛がここでも脈打っている」と述べた[2]。

## 収録曲
| 全作曲: 常田大希。 |                                    |                    |            |      |
| #                  | タイトル                           | 作詞               | 作曲・編曲 | 時間 |
| 1.                 | 「Hyakki Yagyo」(Instrumental)     |                    | 常田大希   | 0:36 |
| 2.                 | 「Fly with me」                    | ermhoi             | 常田大希   | 4:36 |
| 3.                 | 「Bon Dance」                      | ermhoi             | 常田大希   | 3:48 |
| 4.                 | 「Trepanation」                    | Friday Night Plans | 常田大希   | 3:29 |
| 5.                 | 「Deadbody」(Instrumental)         |                    | 常田大希   | 0:30 |
| 6.                 | 「Plankton」                       | ermhoi             | 常田大希   | 3:22 |
| 7.                 | 「lost and found」                 | ermhoi             | 常田大希   | 3:02 |
| 8.                 | 「matsuri no ato」(Instrumental)   |                    | 常田大希   | 0:50 |
| 9.                 | 「2992」                           | ermhoi             | 常田大希   | 4:41 |
| 10.                | 「TOKYO CHAOTIC!!!」(Instrumental) |                    | 常田大希   | 0:32 |
| 11.                | 「Philip」                         | 中野裕太           | 常田大希   | 3:38 |
| 12.                | 「Fireworks and Flying Sparks」    | 常田大希           | 常田大希   | 4:18 |
| 13.                | 「The Coffin」(Instrumental)       |                    | 常田大希   | 0:51 |
| 14.                | 「FAMILIA」                        | 常田大希           | 常田大希   | 4:44 |
| 合計時間:          | 合計時間:                          | 合計時間:          | 39:03      |      |

## 千年行進構想版

### 完全生産限定盤のみ (カセットテープ)
| #  | タイトル  | 作詞 | 作曲・編曲 |
| -- | --------- | ---- | ---------- |
| 1. | 「WWW」   |      |            |
| 2. | 「Onibi」 |      |            |
| 3. | 「Pret」  |      |            |
| 4. | 「Poter」 |      |            |

| #  | タイトル      | 作詞 | 作曲・編曲 |
| -- | ------------- | ---- | ---------- |
| 1. | 「Angya」     |      |            |
| 2. | 「Ennui」     |      |            |
| 3. | 「Mannequin」 |      |            |

## 演奏
- 常田大希 (King Gnu)：Vocals, All Other Instruments
- 常田俊太郎
  - Violin (#1.4-9.11.13)
  - Orchestral Programming (#1.4.8.9.11.13)
- 石若駿
  - Drums (#1.2.8.9.11.12.13.14)
  - Synth Bass (#11.14)
- 小倉しんこう：Chanting, Templa Sampling (#1.13)
- 森洸大
  - Tekiya (#1.13)
  - Vocal (#2)
- HIMI：Vocal (#2)
- ermhoi：Vocal (#2.3.6.7.9)
- 長塚健斗 (WONK)：Vocal (#2)
- 真砂陽地：Trumpet (#2)
- MELRAW
  - Guitar (#2.3)
  - Sax (#2.12)
- 江﨑文武 (WONK)
  - Synthesizer (#2.3.4.6.7.9.11.12)
  - Rhodes (#2.4.6.9.11)
  - Piano (#3.6.7.8.9.11.12)
  - Organ (#3.11)
  - Orchestral Programming (#4.11.14)
- 宮川純：Organ (#2.12)
- 新井和輝 (King Gnu)
  - Bass (#2.6.7.9.12)
  - Synth Bass (#14)
- 勢喜遊 (King Gnu)
  - Drums (#2.3.7.8)
  - Beats (#14)
- Emma
  - Chorus (#3)
  - Voice (#13)
- 宮川愛：Voice (#3)
- Friday Night Plans：Vocal (#4)
- 村岡苑子：Cello (#5)
- 中野裕太：Rap (#11)
- 井口理 (King Gnu)：Vocal (#12.14)